# لوسی کوله
لوسی کوله (انگلیسی: Lucy Collett؛ زاده ۳ مارس ۱۹۸۹) لوسی کوله یک مانکن اهل بریتانیا است.در سال 2011 به یکی از سکسی‌ترین زنان جهان ملقب شد.او ابتدا یک مدل مو بود.سپس در یک رقابت برنده شد تا دختر صفحه 3 در روزنامه سان باشد.شهرت او بیشتر به واسطه مثال زدنی بودنش به عنوان یک دختر جوان و سالم می‌باشد .او در واریک انگلستان متولد شد. او یک مانکن اهل بریتانیا است. 